# Bacino di Rybinsk

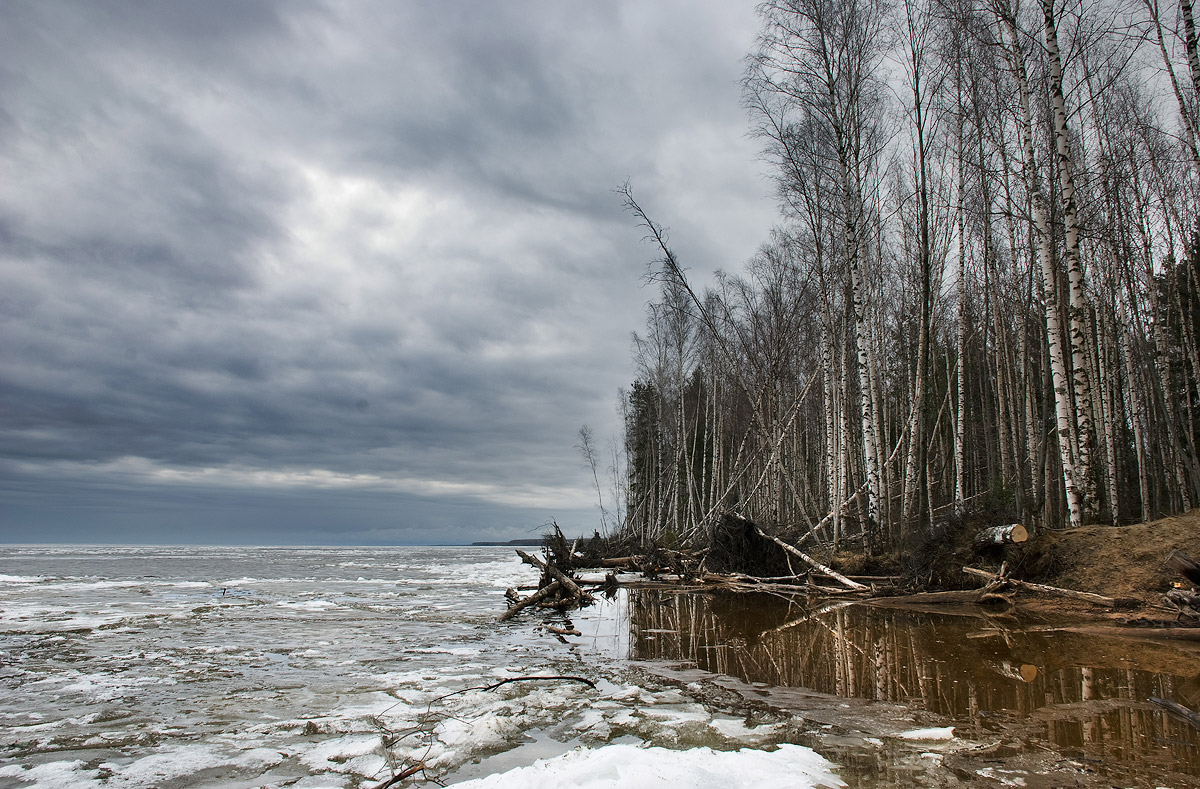
Le rive del bacino, inizio primavera.

Il bacino di Rybinsk (russo Ры́бинское водохрани́лище, Rýbinskoe vodochranílišče) è un grande lago artificiale formato dai fiumi Volga, Šeksna e Mologa nei territori delle oblast' di Tver, Vologda e Jaroslavl'. Altri tributari sono: Korožečna, Suda e Sogoža.
Il bacino prende il nome dalla città di Rybinsk, nelle vicinanze della quale venne costruita una centrale idroelettrica i cui lavori iniziarono nel 1935; nel 1941 iniziò a formarsi il lago che assunse le dimensioni definitive nel 1947. Attualmente il lago si estende per circa 4.580 km2, ha un volume d'acqua di 25,4 km³ e una profondità media di 5,6 m.